# Pilea hyalina
Pilea hyalina là loài thực vật có hoa trong họ Tầm ma. Loài này được Fenzl miêu tả khoa học đầu tiên năm 1850.